# Uxue Barkos Berruezo
Miren Uxue Barkos Berruezo (Pamplona, 5 de juliol de 1964) és una periodista i política basca, diputada al Congrés, parlamentària foral, regidora de l'Ajuntament de Pamplona i presidenta del Govern de Navarra de 2015 a 2019.

## Formació
Va estudiar a la ikastola de San Fermín. Es va llicenciar en Ciències de la Informació per la Universitat de Navarra.

## Tasca periodística
Va treballar com a periodista a RNE i a TVE de Navarra, al diari Navarra Hoy i, el 1990, a Euskal Telebista (ETB), on ha fet treballs de redacció com a corresponsal a Pamplona, posteriorment al centre d'informatius d'Iurreta i, fins fa poc, com a corresponsal a Madrid.

## Diputada al Congrés
Com a política, es defineix com a progressista, vasquista, abertzale i independentista.
L'any 2003 va entrar com a candidata independent a la coalició Nafarroa Bai (Aralar, Eusko Alkartasuna, Batzarre i Partit Nacionalista Basc i va ser elegida cap de llista de la candidatura al Congrés dels Diputats i obtingué l'escó. Integrada en el Grup Mixt va format part de diverses comissions i subcomissions. També va ser la representant del Grup Mixt a la comissió d'investigació dels atemptats de l'11 de març de 2004.
Diputada considerablement activa, donà suport a les negociacions amb la banda terrorista ETA, a la promoció de l'euskera a Navarra i a les polítiques socials a la Comunitat Foral. Renovà l'acta en la legislatura de 2008.
L'1 de setembre del 2011 es va formar l'associació Zabaltzen, liderada per Uxue Barkos, que agrupava els independents integrats a Nafarroa Bai des de la seva fundació, com a forma d'impulsar la continuïtat de Nafarroa Bai després dels abandonaments de Batzarre i Eusko Alkartasuna, i davant la decisió que va prendre Aralar de formar part d'Amaiur. Després de la negativa d'Aralar que la resta d'integrants utilitzessin el nom de Nafarroa Bai a les eleccions generals de novembre de 2011, i gràcies a la incorporació del partit villaves Atarrabia Taldea, Partit Nacionalista Basc i Zabaltzen van poder presentar-se amb el nom de Geroa Bai. Els resultats electorals de la formació li van permetre renovar la seva acta de diputada al Congrés.

## Ajuntament de Pamplona
A més de diputada, va ser regidora, des de 2007, de NaBai a l'Ajuntament de Pamplona. A finals de 2006 Uxue Barkos va ser nomenada candidata de Nafarroa Bai a l'alcaldia de Pamplona a les eleccions municipals de 2007, i obtingué 8 regidors en un ajuntament de 27. Amb aquests resultats Uxue Barkos es va postular com a candidata a l'alcaldia per desbancar la candidata d'UPN. Per això, necessitava els vots de PSN-PSOE i ANB. Tot i això, el PSN-PSOE es va negar a sumar els seus vots als d'ANB i es va abstenir en la votació d'investidura, cosa que va permetre que la candidata de la llista més votada, Yolanda Barcina, finalment es fes amb l'alcaldia.
Va ser portaveu del grup Nafarroa Bai al Consistori pamplonès, havent-li correspost el llançament de la xupinada de les Festes de Sant Fermí de 2008. L'11 de juny de 2011, va revalidar la seva acta de regidor i portaveu del grup municipal de Nafarroa Bai..

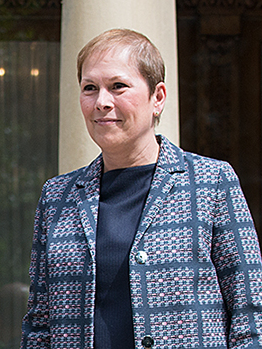
Uxue Barkos, com a presidenta de Navarra

## Presidenta del Govern de Navarra
El setembre del 2014, va anunciar la seva candidatura a la presidència del Govern de Navarra per la coalició Geroa Bai, que a les eleccions al Parlament va obtenir 53.497 vots (15,83%). El 20 de juliol del 2015 va ser investida presidenta gràcies al suport dels parlamentaris de Geroa Bai (9), EH Bildu (8), Podem (7) i Esquerra-Ezkerra (2), l'abstenció del PSN-PSOE (7) i el vot en contra d'UPN (15) i del PP (2), de manera que va aconseguir la majoria absoluta i requerida (26/50) per ser investida presidenta del Govern de Navarra.

## De nou Parlamentaria foral i Senadora
Va ostentar el càrrec durant la IX legislatura, i després de les eleccions forals del 2019, a l'agost d'aquell mateix any va ser succeïda a la presidència del govern per la socialista María Chivite. Ella continuà com a parlamentària foral, fent de portaveu de Geroa Bai.
En desembre de 2020 els membres independents de Geroa Bai van formar el partit Geroa Socialverds (GSB/GSV) (Geroa Socialverdes/ Geroa Sozialberdeak) amb Uxue Barkos com a secretària general.
Al setembre de 2023 el Ple del Parlament de Navarra elegia Uxue Barkos Berruezo Senadora Autonòmica per la Comunitat Foral de Navarra.
El 14 de desembre de 2024 Pablo Azcona Molinet fou escollit pel partit per substituir-la com a secretària general de Geroa Socialverds.

## Vida personal
Està casada amb el periodista gallec Jesús González Mateos, amb qui té un fill.
El febrer del 2011 li va ser detectat un càncer de mama, per la qual cosa va haver de sotmetre's a diverses sessions de radioteràpia i quimioteràpia després d'una intervenció quirúrgica.

## Reconeixements
Al desembre de 2005 Uxue Barkos va rebre el guardó al "diputat revelació" atorgat per l'Associació de Periodistes Parlamentaris.
El 2011 va rebre el premi a la millor oradora, atorgat pels periodistes que cobreixen la informació parlamentària al Congrés dels Diputats.